# کایادیبی (کاهتا)
کایادیبی (به ترکی استانبولی: Kayadibi) (به کردی: Horık) یک منطقهٔ مسکونی در ترکیه است که در کاهتا واقع شده‌است.